# 中﨑透
中﨑 透（なかざき とおる、1976年 - ）は日本のアーティスト。

## 概要
茨城県生まれ。茨城高等学校卒業後、武蔵野美術大学大学院造形研究科博士後期課程単位取得満期退学。
現在、茨城県水戸市を拠点に活動。2004年、第7回岡本太郎現代芸術賞入選。2006年末より「Nadegata Instant Party」を結成し、ユニットとしても活動。2007年末より「遊戯室（中崎 透＋遠藤 水城）」を設立し、運営に携わる。2011年よりプロジェクトFUKUSHIMA!に参加、主に美術部門のディレクションを担当。
2022年、水戸芸術館にて個展「中﨑透　フィクション・トラベラー」開催。
2023年、芸術選奨新人賞受賞。

## 主な展覧会歴
2017年「札幌国際芸術祭2017」500m美術館／北海道、2016年「茨城県北芸術祭」多賀パルコ／茨城、2014年「そらいろユートピア」十和田市現代美術館／青森など